# Andrew Bergman
Andrew Bergman (Queens, Nova Iorque, 20 de Fevereiro de 1945) é um realizador de cinema estadunidense.

## Filmografia
- 2000 - Isn't She Great
- 1996 - Striptease
- 1994 - It Could Happen to You
- 1992 - Honeymoon in Vegas
- 1990 - The Freshman
- 1981 - So Fine
- 1974 - Blazzing Saddles (Banzé no Oeste)

## Prémios
- Recebeu uma nomeação ao BAFTA de melhor argumento, por Banzé no Oeste (1974).
- Ganhou o Framboesa de Ouro de pior realizador, por Striptease (1996).
- Ganhou o Framboesa de Ouro de pior argumento, por Striptease (1996).